# Książę Dracula (film 1931)
Książę Dracula albo Dracula (ang. Dracula) – amerykański horror z 1931 roku w reżyserii Toda Browninga. Film jest adaptacją w sztuki scenicznej Hamiltona Deane’a Dracula, napisanej według powieści Brama Stokera o tym samym tytule.

## Fabuła
Hrabiego Draculę, mieszkającego w mrocznym, pełnym pajęczyn zamku w Transylwanii, ma odwiedzić Renfield z dokumentami umożliwiającymi hrabiemu wynajęcie opactwa Carfax. Podczas podróży urzędnika mają miejsce przerażające zdarzenia, które powodują, że Renfield popada w obłęd. Sam hrabia zajmuje mroczną posiadłość, położoną w pobliżu szpitala psychiatrycznego. Wampir, w poszukiwaniu krwi, rusza na nocne łowy.
Wizerunek bladego wampirzego bruneta żyjącego w ciemnym, budzącym grozę zamku, stworzony przez Bélę Lugosiego był wykorzystywany przez innych filmowców. Później pojawił się w komiksach, książkach dla młodzieży czy nawet w bajkach dla dzieci.

## Obsada
- Béla Lugosi – hrabia Dracula
- Helen Chandler – Mina Harker
- David Manners – John Harker
- Dwight Frye – Renfield
- Edward Van Sloan – profesor Abraham Van Helsing
- Herbert Bunston – doktor Jack Seward
- Frances Dade – Lucy Weston
- Joan Standing – Briggs, pielęgniarka (w czołówce filmu błędnie określona jako służąca)
- Charles K. Gerrard – Martin
- Carla Laemmle – Młoda pasażerka powozu (niewymieniona w czołówce)
- Michael Visaroff – karczmarz (niewymieniony w czołówce)
- Josephine Velez – Grace (niewymieniona w czołówce)
- Dorothy Tree – żona Drakuli (niewymieniona w czołówce)
- Cornelia Thaw – żona Drakuli (niewymieniona w czołówce)
- Geraldine Dvorak(inne języki) – żona Drakuli (niewymieniona w czołówce)
- Donald Murphy(inne języki) – pasażer powozu (niewymieniony w czołówce)